# Старочукурово
Старочукурово (баш. Иҫке Соҡор) — село в Татышлинском районе Башкортостана, входит в состав Буль-Кайпановского сельсовета.

## История
До 2008 года село входило в состав Маматаевского сельсовета.

## Население
| 2002 | 2009 | 2010 |
| ---- | ---- | ---- |
| 153  | ↘113 | ↘101 |

Национальный состав
Согласно переписи 2002 года, преобладающая национальность — башкиры (98 %).

## Географическое положение
Расстояние до:
- районного центра (Верхние Татышлы): 17 км.
- центра сельсовета (Буль-Кайпаново): 12 км,
- ближайшей ж/д станции (Куеда): 15 км.

## Известные уроженцы
- Гали Чокрый (8 января 1826 — 10 декабря 1889) — башкирский и татарский поэт XIX века, просветитель[6][7]. В селе расположен мемориальный музей поэта.
- Кииков, Гарифулла Мухаметгалиевич (4 апреля 1861 — сентябрь 1918) — башкирский поэт-просветитель, публицист, учёный-историк[8][9].